# Gwen Lister
Gwen Lister (sinh ngày 5 tháng 12 năm 1953 ở Đông London, Nam Phi) là một nhà báo, nhà xuất bản, người chống phân biệt chủng tộc và nhà hoạt động tự do báo chí người Namibia.

## Tuổi thơ
Lớn lên dưới hệ thống phân biệt chủng tộc, bà quyết tâm chiến đấu với tư cách là một người trưởng thành, và kết luận rằng Namibia sẽ là một nơi hiệu quả hơn để làm điều đó hơn là Nam Phi. Bà theo học Đại học Cape Town năm 1975, nhận bằng Cử nhân. [2] Sau khi tốt nghiệp, bà đã đi làm phóng viên tại Nhà quảng cáo Windhoek của Namibia với tư cách là một phóng viên chính trị. Sau đó, bà không làm tại báo này sau khi bị các biên tập viên can thiệp vào bài viết của bà.

## Báo chí độc lập
Bà và nhà báo Hannes Smith đã bắt đầu tờ báo tuần độc lập Windhoek Observer vào năm 1978. Là biên tập viên chính trị, Lister muốn tạo ra cho SWAPO, phong trào giải phóng Namibia, "một khuôn mặt người", cho mọi người thấy, kể cả người da trắng, rằng họ không phải là những "kẻ khủng bố 'và cộng sản và mối đe dọa đen, hình ảnh mà chế độ thuộc địa đã tuyên truyền về họ. Bà cũng chỉ trích các hoạt động phân biệt chủng tộc của Nam Phi tại Namibia, thu hút sự giận dữ của chính phủ. Observer đã chính thức bị cấm vào tháng 5 năm 1984 sau khi Lister đến Zambia để báo cáo về các cuộc đàm phán độc lập của người Namibia. Mặc dù lệnh cấm đã được dỡ bỏ sau khi kháng cáo lên Hội đồng Khiếu nại về Ấn phẩm của Pretoria, quản lý tờ Observer đã giáng chức bà vì đã đưa bài viết lên, dẫn đến việc từ chức của Lister và một loạt các nhân viên của tờ báo.
Sau khi từ chức, Lister đã làm việc tự do cho BBC News và cho Capital Radio 604 của Nam Phi. Vào tháng 12 năm 1984, Lister công khai một tài liệu cho thấy chính quyền Nam Phi đã chặn thư của bà, khiến bà bị bắt và bị giam trong một tuần Đạo luật bí mật văn bản. Viện báo chí quốc tế (IPI) tại Áo đã mô tả vụ bắt giữ là "một nỗ lực rõ ràng để ngăn cản bà ấy thiết lập một tờ báo mới". Cảnh sát tịch thu hộ chiếu của bà và yêu cầu bà phải lên gặp họ ba lần một tuần.
Vào tháng 8 năm 1985, Lister bắt đầu một tờ báo độc lập mới, The Namibian. Báo cáo của bà về các vụ lạm dụng nhân quyền của các lực lượng Nam Phi đã mang lại sự tức giận mới từ chính phủ và một cuộc tẩy chay quảng cáo bởi cộng đồng doanh nghiệp da trắng. Năm 1987, chính quyền Nam Phi đã cấm tờ báo của bà in một bức ảnh xác chết của một cuộc nổi dậy bị trói buộc vào một tàu sân bay được bọc thép; Lister thách thức lệnh cấm này tại tòa án.